# Gran Chaco

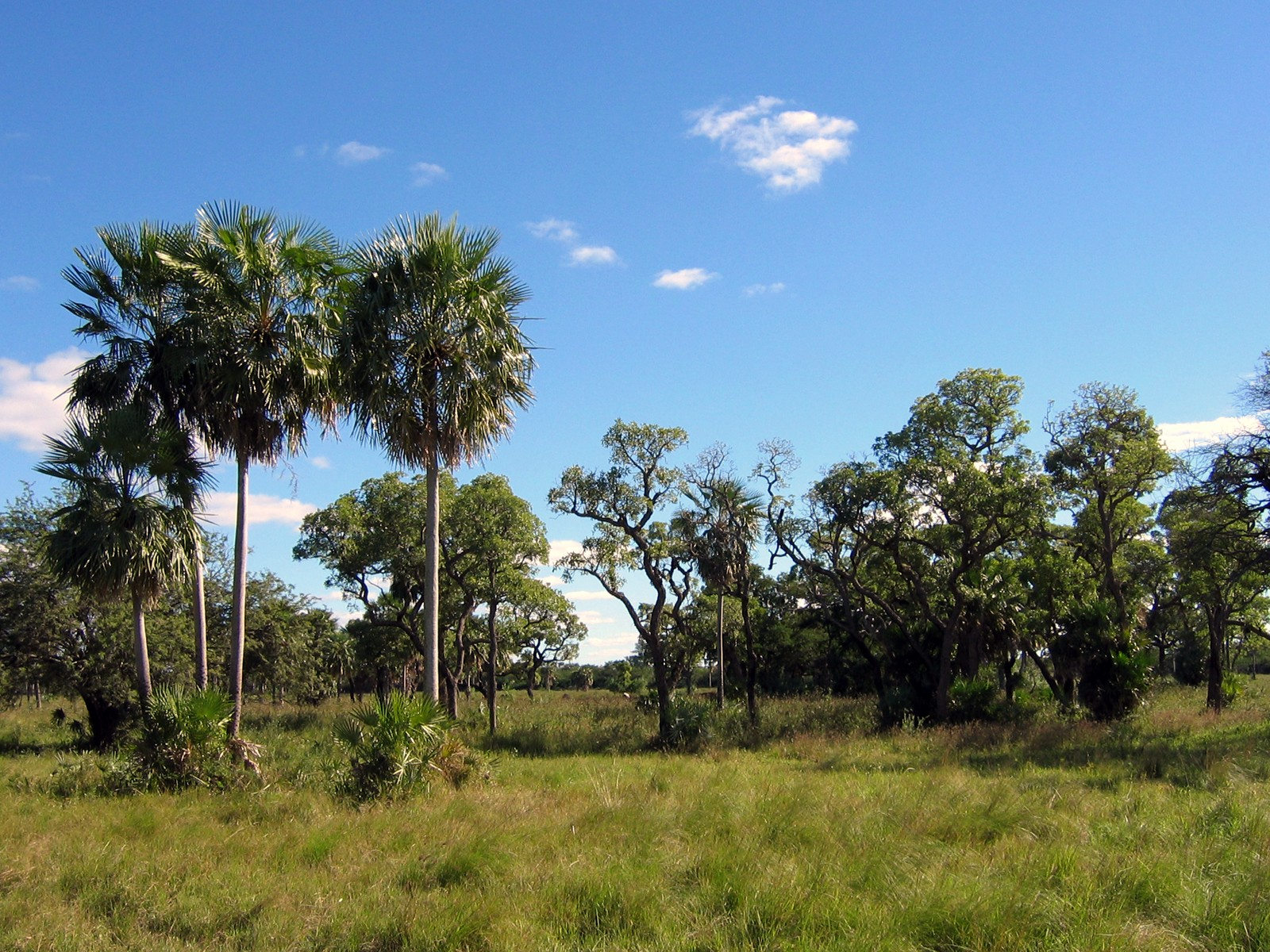
Krajobraz paragwajskiej części Gran Chaco

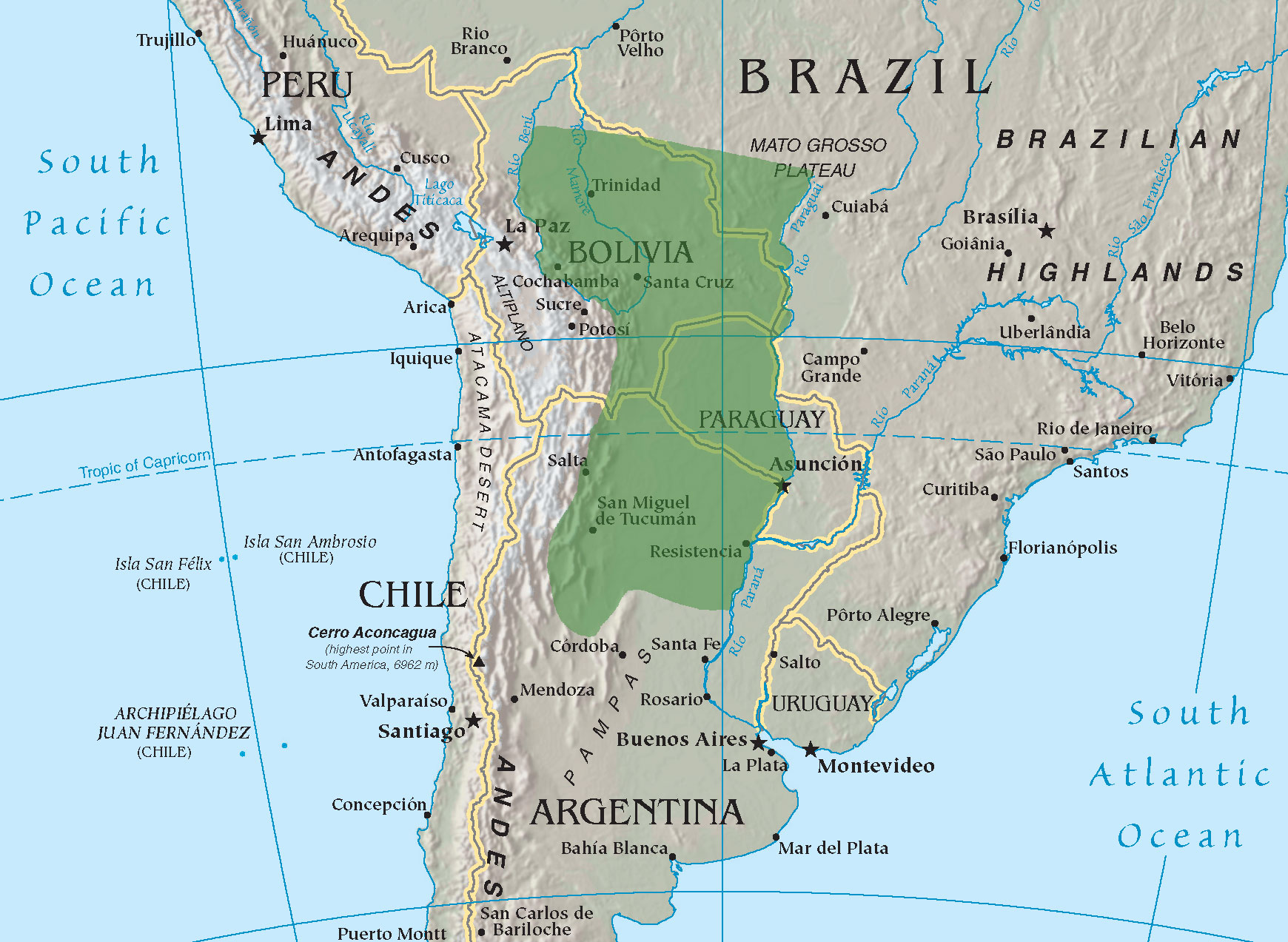
Przybliżony obszar Gran Chaco

Gran Chaco (keczua chaku = „kraina łowów”) – kraina geograficzna w Ameryce Południowej, na pograniczu Boliwii, Paragwaju i Argentyny. Jest to rozległa równina rozciągająca się między rzeką Paragwaj a łańcuchem Andów. Jej powierzchnia wynosi około 650 tys. km² (inne źródła podają 800 tys. km²). Jej współrzędne geograficzne zawierają się mniej więcej między 17° a 33° szerokości geograficznej południowej oraz między 60° a 65° długości geograficznej zachodniej. Na terenie Gran Chaco wyróżnia się trzy mniejsze regiony – Chaco Boreal („Chaco północne”), Chaco Central („Chaco środkowe”) oraz Chaco Austral („Chaco południowe”).
Zachodnia część, nazywana Alto Chaco jest bardziej sucha i uboższa w roślinność. Przesuwając się bardziej na wschód, do Bajo Chaco, roślinność staje się gęstsza - porastają je suche lasy, kolczaste zarośla i stepy.
Obszar Gran Chaco jest bardzo słabo zaludniony. Nieliczna ludność zajmuje się rolnictwem (uprawa bawełny, hodowla bydła) oraz pozyskiwaniem drewna.
Gran Chaco było spornym terytorium między Boliwią i Paragwajem już od 1810. Oficjalnie obszar ten należał do Boliwii, ale osadzali się tu mieszkańcy Paragwaju. W grudniu 1928 doszło do pierwszych poważnych starć między Boliwią i Paragwajem. Cztery lata później wybuchła trwająca trzy lata wojna o Chaco, a zwłaszcza o mające się tu znajdować złoża ropy naftowej. Boliwia chciała też zapewnić sobie trwały dostęp do rzeki Paragwaj, która miała służyć jako główny kanał eksportu boliwijskich towarów po tym, jak kraj ten stracił dostęp do oceanu w wyniku wojny pacyficznej (1879-1884). Ostatecznie w 1938 podpisano traktat pokojowy, w którym Paragwaj uzyskał ponad 2/3 spornego terytorium Chaco Boreal. Natomiast Boliwii przyznano korytarz dostępu do rzeki Paragwaj i prawo korzystania z portu Puerto Casado, a wreszcie prawo do zbudowania własnego portu. Później okazało się, że ropy naftowej, która była przyczyną konfliktu, prawie w ogóle nie było.